# Risa Takashima
Komaki Kikuchi, född 8 februari 1999 i Omuta, är en japansk fäktare som vid OS 2024 ingick i det japanska laget som tog brons i sabel.